# Книга про Град Жіночий
«Книга про Град жіночий» (фр. Le Livre de la Cité des Dames) — один з найвідоміших творів Христини Пізанської, феміністичне алегоричне оповідання, яке побачило світ 1405 року. Книга написана у відповідь на «Роман про троянду» Жана де Мена. У своєму творі Христина Пізанська виступає на захист жінок, розповідаючи про найвідоміших з них. Всі ці жінки жили в побудованому ними алегоричному «граді», і кожна героїня книги доводить важливість жінки в суспільстві. Христина Пізанська також виступала за жіночу освіту, якому присвячено окремий твір, «Скарб граду жіночого», який закінчила того ж року.

## Історія
Христина Пізанська написала аналог твору «Про знаменитих жінок» Боккаччо, заперечуючи проти творів, що містять неприязнь до жінок і цинічні уривки, таких як друга частина «Роману про троянуду» (глава Старенька) або «Стогін Матеола» (Lamentationes Matheoli) Матьє з Булоні (Matthaeus Bononiensis), перекладені французькою мовою Жаном ле Февром.
Христина Пізанська описує алегоричне суспільство, в якому «дама» — це жінка, яка духовна і благородна сама по собі, а не завдяки її аристократичному походженню. Твір описує жіночі образи минулого. Автор підносить читачеві приклад жінок, які можуть вести існування, наповнене благородним змістом, і вносити свій особистий вклад до життя суспільства.
Ця книга містить також діалоги, які звучать між трьома алегоричними образами — богинями Розуму, Чесноти і Правосуддя. І остання з них звертається до Христини Пізанської з проханням побудувати метафоричний місто, де зможуть оселитися Жінки.

## Зміст
На початку книги Христина читає уривок із «Стогонів Матеола» (XIII століття), в якому йдеться про те, що жінки роблять життя чоловіків нестерпним. Христина хвилюється, читаючи ці рядки, і їй стає соромно за те, що вона теж жінка. Три алегоричних образи — богині з'являються перед нею, і кожна з них говорить Христині, що допоможе їй побудувати град жіночий, розповідаючи про свою роль в будівництві. Богиня Розуму відповідає на питання Христини, чому деякі чоловіки зводять наклеп на жінок, і допомагає їй підготувати землю для міста, звести зовнішні стіни: "Візьми лопату твого розуміння, щоб рити і розчищати великий котлован до глибини, зазначеної мною, а я буду допомагати тобі і виносити на своїх плечах землю". Кошики з землею — колишні переконання Христини, яка на початку книги переконана в тому, що жінки дійсно такі погані, як про них пишуть інші автори. Вона вірить їм, не роздумуючи над їхніми твердженнями, але дама Розуму навчає Христину міркувати, розвіюючи її збентеження і невпевненість в собі, що виникли через віру письменникам минулого. Описуючи даму Розуму, Христина вчить не тільки себе, але і всіх своїх читачів, пояснює, що набагато розумніше і правильніше вважати жінок не безглуздими й злими істотами, а важливою частиною суспільства.
Розум у творі представлений жінкою з дзеркалом знання в руці. І за допомогою Розуму, міцного цементу, здатного чинити опір часу, автор приймається будувати це місто на глибокому фундаменті з високими міцними стінами . Цей новий місто будується за допомогою кам'яних брил, які уособлюють прославлених жінок Античності : Семіраміда, Амазонки (Томіріс, Меналіппа, Іпполіта, Пентесілея), Фредегунда, Клелія, Верніка, Зенобія та Артемісія.
Потім Христина Пізанська будує за допомогою Праведності будівлі, які будуть символізувати чесноти. Праведність тримає в руці лінійку, щоб виміряти справедливість і несправедливість, добро і зло; ця лінійка служить для того, щоб вказувати праведний шлях для добрих і бичувати злих.
Правосуддя тримає в руці чашу, з якої вона віддає кожному по заслугах. Ця третя алегорія, в свою чергу, допоможе оповідачці завершити зведення будівель, які вона позолотить. Потім вона відбере жінок, гідних переїхати жити до цього міста, утворюючи тим самим добродійну громаду. І ось заселене місто відкриває свої двері цариці, Діві Марії, яку супроводжують святі і мученики. Оповідачка віддає їм ключі від міста.
Христина Пізанська задається питанням, чи повинні жінки отримувати освіту нарівні з чоловіками, і чому ця ідея так не подобається чоловікам. Також вона торкається питань про беззаконня насильства, здатності жінок до навчання та управління суспільством, в якому живуть.

### Перша частина
- Марія Магдалина
- Цариця Савська
- Фредегонда
- Бланка Кастильська
- Іоанна д'Евре
- Бланка Французька
- Марія Булонська
- Беатриса Наварська
- Семіраміда

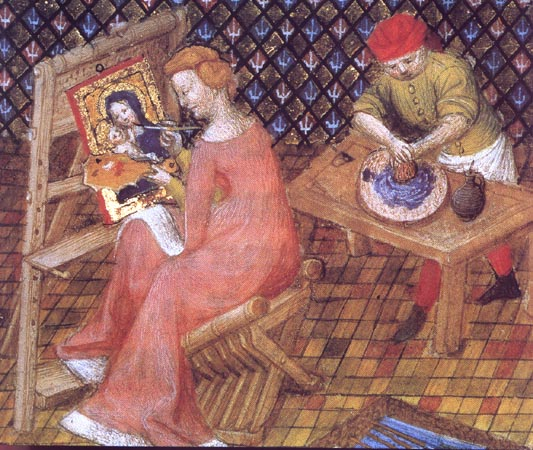
художниця Фамаріда

- Амазонки: Томіріс, Меланіппа, Іпполіта, Пентесілея, Сінопа, Лампето, Марпесія, Оріфія
- Зенобія
- Артемісія I
- Лілія, мати Теодориха
- Камілла
- Лаодіка Каппадокійська
- Клелія
- Корніфіція
- Фальтонія Проба
- Сапфо
- Манто
- Медея
- Кірка
- Кармента
- Мінерва
- Керера
- Ісіда
- Арахна
- Памфіла
- Тімарет
- Ірина
- Іая
- Семпронія, мать Децима Юнія Брута Альбіна
- Цнотлива дружина[en]
- Гея Кіріла
- Дідона
- Опс
- Лавінія

### Друга частина

Цариця Савська

- Сивіли: Ерітрейська сивіла, Кумська сивіла
- Девора
- Свята Єлисавета
- Анна Пророчиця
- Цариця Савська
- Кассандра
- Базіна Тюрингська
- Кармента
- Феодора
- Дріпетрія
- Гіпсіпіла
- Діва Клодін
- Фальтонія Проба
- Гіпсікратія
- Тріарія або нія Калвіна, дочка Гая Аппія Юнія
- Аргія
- Агрипіна Старша
- Юлія
- Емілія Павла
- Ксантіппа
- Помпея Павліна, дружина Сенеки
- Сульпіція, дружина Луція Корнелія Лентула
- Жінки з Лаконії, які врятували своїх чоловіків від страти
- Порція
- Курія

### Третя частина
- Діва Марія Богородиця

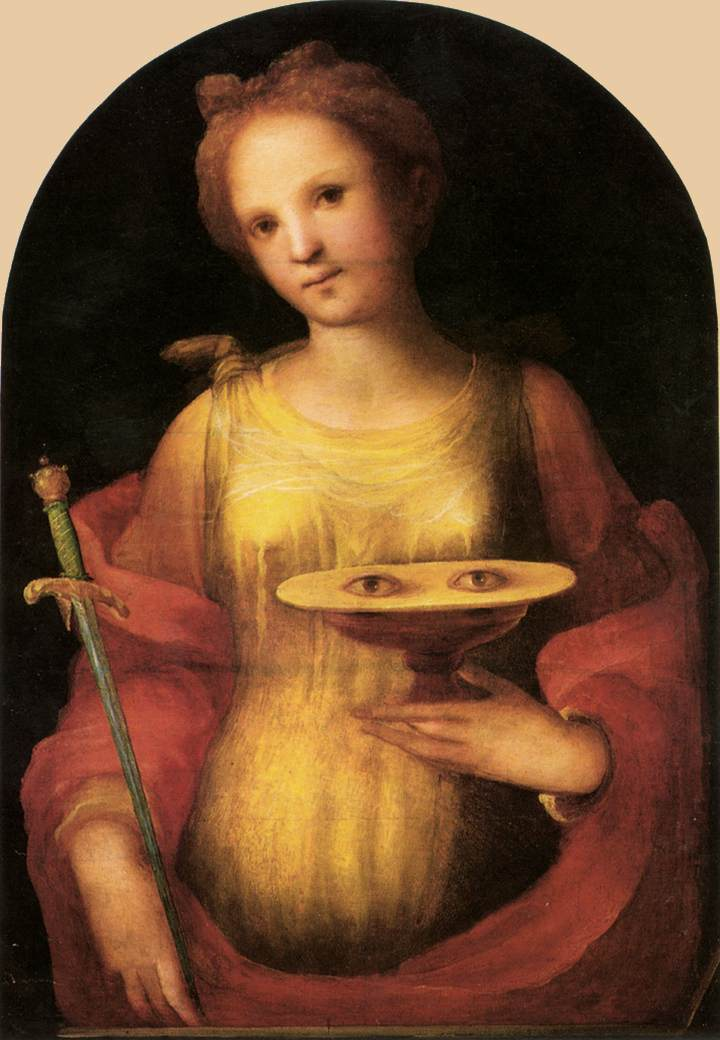
Свята Луція, робота Доменіко Беккафумі (1521)

- Сестри Богородиці і Марія Магдалина
- Катерина Олександрійська
- Свята Марина
- Свята Луція
- Блаженна Марина
- Луція
- Юстина Антиохійська
- Феодосіна, Свята Варвара і Дорофея
- Діва Христина Тирська
- Святі жінки, вимушені бачити муки своїх дітей
- Діва Марина Антиохійська
- Блаженна Єфросинія
- Блаженна Анастасія
- Блаженна Феодота
- Свята Наталія
- Афра Аугсбурзька
- Жінки, що служили апостолам

## Критичні інтерпретації
Книга Христини Пізанської розглядається сучасними авторами як один з перших феміністських творів літератури: її оповідання не можна віднести до звичних прийомів риторики, використовуваними авторами-чоловіками, щоб нападати або захищати жінок, а свідомо вибирає нову перспективу. Оповідачка усвідомлює, що її бачення самої себе насправді визначено стереотипами тієї епохи про жінок, які вселяли ним почуття власної неповноцінності в порівнянні з чоловіками.
Алегорія міста також відсилає до методів тренування пам'яті, таким як «мистецтво пам'яті» або «театри пам'яті», успадкованими з Античності. За часів, коли книга була дорогою і рідкісною, пам'ять ставала «бібліотекою» свого власника. Христина Пізанська користується так званим Палацом пам'яті, представленим серією місць, що легко запам'ятовуються (loci), розташованих згідно логічного плану, який відповідає плану побудови Граду.
Спочатку Христина Пізанська розповідає про женоненависницький тезах Боккаччо і Жана де Мена (Jean de Meung), порівнюючи їх з «брудними, чорними і нерівними каменями» (ordes pierres broconneuses et noires, 643), які необхідно видалити, аби розпочати заснування міста. Оповідачка видаляє один за іншим ці камені, що символізують помилкові думки авторів-чоловіків, не шкодуючи і таких великих людей, як Аристотель, Вергілій, Овідій та Цицерон.
Потім йде спростування прикладами, поданими за допомогою красивих і блискучих каменів (belles reluysans pierres, 787). Спочатку йдуть камені, які сформують основу міста, першим серед них стає Семіраміда, знаменита зодча Античності. Як і в інших прикладах, її фігура має вражаючий вигляд — у формі статуї з латуні, з мечем у руці, волосся заплетене в одну косу: другої немає, бо цариця перервала свій туалет, щоб придушити повстання в своєму царстві. Інші камені, які складають основу міста, також відповідають сильним жінкам, що відповідають ролі зміцнення. Сама «чоловіча» Чеснота, Сила, представлена не алегорією, а прикладами, у відповідь на твердження про моральну і фізичну неповноцінність жінок.
Піднімаючись над містом, оповідання переходить до розумових чеснот, таким як Розсудливість, також представлене прикладами, яке формує стіни міста. Перші будівлі побудовані за тим же планом, додаються приклади гарного правління (Дідона) і дочірнього благочестя (Перо), часто наводяться як приклад Любові.
Щоб заселити це місто, обрані жінки, які є прикладом подружньої чесноти: це вірні дружини, героїчно захищають своїх чоловіків, доброчесні та віддані.
І ось завершальний етап будівництва настав: прибуває цариця, Діва Марія, родоначальниця жіночого роду (977), містичне джерело, до якого жінки зможуть прийти і випити всі чесноти. Діва Марія буде оточена цнотливими і мученицями, які демонструють, що найважливіше — це теологічні чесноти, віра в Бога.

## Спадщина
Рукописи твору Христини Пізанської супроводжувалися портретом авторки, проте в друкованих виданнях він зник. Можливо, з цієї ж причини зникло ім'я Христини Пізанської, а авторство твору приписувалося чоловікові: в ті часи вважалося, що такого роду ерудицію і освіченість не могла демонструвати жінка. Однак дослідниця Сьюзен Грог Белл зазначає, що в ті часи можна було побачити при європейських дворах килими із зображенням уривків з «Книги про Град жіночий» .